# Jürgen Heinsch
Jürgen Heinsch (né à Lübeck, le 4 juillet 1940 et mort le 14 juillet 2022) est un footballeur est-allemand qui évoluait au poste de gardien de but. 
Il remporte la médaille de bronze aux Jeux olympiques de 1964. Il reste fidèle au club du Hansa Rostock en tant que joueur mais aussi en tant qu'entraîneur.